# مرگ دوبار در می‌زند
مرگ دوبار در می‌زند (ایتالیایی: La morte bussa due volte) که با نام تلهٔ بلوند برای قاتل هم شناخته می‌شود، یک فیلم معمایی ایتالیایی-آلمانی به کارگردانی هارالد فیلیپ است که در سال ۱۹۶۹ منتشر شد.

## گزیدهٔ بازیگران
- دین رید
- فابیو تستی
- لئون آسکین
- ورنر پترز
- نادیا تیلر
- آنیتا اکبرگ
- آدولفو چلی
- ریکاردو گارونه
- ماریو برگا
- هلن شانل
- فمی بنوسی
- رناتو بالدینی
- توم فلگی